# 凱瑟琳·茱斯頓
凱瑟琳·茱斯頓（英語：Kathryn Joosten，1939年12月20日—2012年6月2日），艾美獎得主、美國廣受歡迎的電視劇集《絕望主婦》演員。分別在2005年和2008年兩度獲得艾美獎喜劇類最佳客串女演員獎。因病於美國時間2012年6月2日在其洛杉磯的家中病逝，終年72歲。

## 外部連結
- 凱瑟琳·茱斯頓在互联网电影资料库（IMDb）上的資料（英文）